# Czajków (powiat kaliski)
Czajków – wieś w Polsce położona w województwie wielkopolskim, w powiecie kaliskim, w gminie Blizanów.
W skład wsi wchodzą obszary znane jako: Biskówka Czajkowska oraz Huby.
W latach 1975–1998 miejscowość należała administracyjnie do województwa kaliskiego.